# Пратолунго (Парма)
Пратолунго је насеље у Италији у округу Парма, региону Емилија-Ромања.
Према процени из 2011. у насељу је живело 122 становника. Насеље се налази на надморској висини од 792 м.